# Suvorošč'
Il Suvorošč' (in russo Суворощь?) è un fiume della Russia europea, affluente di destra della Kljaz'ma (bacino del Volga). Scorre nell'Oblast' di Vladimir. 

## Descrizione
Il fiume ha origine da una palude vicino al villaggio di Mstëra (distretto Vjaznikovskij) e scorre in direzione mediamente orientale, parallelo al corso della Kjaz'ma dove sfocia a 14 km dalla sua foce. Il fiume ha una lunghezza di 126 km. L'area del suo bacino è di 1 390 km². Nel corso inferiore la corrente è lenta. Il bacino fluviale si trova in una zona carsica.